# Uruguay Open 2024
L'Uruguay Open 2024 è stato un torneo maschile di tennis professionistico. È stata la 19ª edizione del torneo, facente parte della categoria Challenger 100 nell'ambito dell'ATP Challenger Tour 2024, con un montepremi di 134 000 $. Si è giocato dal'11 al 17 novembre 2024 sui campi in terra rossa del Carrasco Lawn Tennis Club di Montevideo, in Uruguay.

## Partecipanti

### Teste di serie
| Nazionalità | Giocatore               | Ranking* | Testa di serie |
| ----------- | ----------------------- | -------- | -------------- |
| Argentina   | Francisco Comesaña      | 99       | 1              |
| Brasile     | Thiago Monteiro         | 100      | 2              |
| Argentina   | Federico Coria          | 103      | 3              |
| Argentina   | Camilo Ugo Carabelli    | 106      | 4              |
| Bolivia     | Hugo Dellien            | 125      | 5              |
| Argentina   | Román Andrés Burruchaga | 131      | 6              |
| Argentina   | Federico Agustín Gómez  | 135      | 7              |
| Argentina   | Juan Manuel Cerúndolo   | 143      | 8              |

* Ranking al 4 novembre 2024.

### Altri partecipanti
I seguenti giocatori hanno ricevuto una wild card per il tabellone principale:
- Joaquín Aguilar Cardozo
- Genaro Alberto Olivieri
- Franco Roncadelli

I seguenti giocatori sono passati dalle qualificazioni:
- Mateus Alves
- Gastão Elias
- Gonzalo Villanueva
- Orlando Luz
- Lautaro Midón
- Luciano Emanuel Ambrogi

Il seguente giocatore è entrato in tabellone come lucky loser:
- Matheus Pucinelli de Almeida

## Punti e montepremi
| Torneo    | Torneo              | V      | F      | SF    | QF    | 2T    | 1T    | Q | Q2  | Q1  |
| Singolare | Punti               | 100    | 50     | 25    | 14    | 7     | 0     | 4 | 2   | 0   |
| Singolare | Premi in denaro ($) | 17 650 | 10 380 | 6 140 | 3 570 | 2 105 | 1 270 | – | 635 | 320 |
| Doppio    | Punti               | 100    | 50     | 25    | 14    | –     | 0     | – | –   | –   |
| Doppio    | Premi in denaro ($) | 7 590  | 4 400  | 2 645 | 1 570 | –     | 880   | – | –   | –   |

## Campioni

### Singolare
Tristan Boyer ha sconfitto in finale  Hugo Dellien con il punteggio di 6–2, 6–4.

### Doppio
Guido Andreozzi /  Orlando Luz hanno sconfitto in finale  Mariano Kestelboim /  Franco Roncadelli con il punteggio di 4–6, 6–3, [10–8].